# P.N. Patti
P.N. Patti (voluit: Pottaneri Nallakoundan Patti) is een panchayatdorp in het district Salem van de Indiase staat Tamil Nadu. 

## Demografie
Volgens de Indiase volkstelling van 2001 wonen er 23.268 mensen in P.N. Patti, waarvan 52% mannelijk en 48% vrouwelijk is. De plaats heeft een alfabetiseringsgraad van 63%. 